# 아벨리노도
아벨리노도(이탈리아어: Provincia di Avellino)은 이탈리아 캄파니아주의 도이다. 도청 소재지는 아벨리노이다. 면적은 2,792 km2, 인구는 429,073명(2001)이다. 이 지역은 많은 작은 마을들이 드문드문 떨어져있는게 특징이다. 인구가 2만명이 넘는 도시는 도청 소재지인 아벨리노와 아리아노이르피노가 유일하다.

## 지리
아벨리노도의 영역은 2,806 제곱킬로미터 (1,083 mi2)이고 2012년 기준 총인구는 427,310명이었다. 도 내에는 주요 도시들에는 아벨리노 및 아리아노이르피노가 있는 가운데, 총 118개 코무네가 존재한다.
바다를 접하고 있는 곳이 없는 내륙 행정 구역이다.

## 행정

### 코무네
아벨리노 현의 119개의 코무네의 구성은 다음과 같다:
- 아이엘로델사바토(Aiello del Sabato)
- 알타빌라이르피나(Altavilla Irpina)
- 안드레타(Andretta)
- 아퀼로니아(Aquilonia)
- 아리아노이르피노(Ariano Irpino)
- 아트리팔다(Atripalda)
- 아벨라(Avella)
- 아벨리노(Avellino)
- 바뇰리이르피노(Bagnoli Irpino)
- 바이아노(Baiano)
- 비사차(Bisaccia)
- 보니토(Bonito)
- 카이라노(Cairano)
- 칼라브리토(Calabritto)
- 칼리트리(Calitri)
- 칸디다(Candida)
- 카포셀레(Caposele)
- 카프릴리아이르피나(Capriglia Irpina)
- 카리페(Carife)
- 카살보레(Casalbore)
- 카사노이르피노(Cassano Irpino)
- 카스텔바로니아(Castel Baronia)
- 카스텔프란치(Castelfranci)
- 카스텔베테레술칼로레(Castelvetere sul Calore)
- 체르비나라(Cervinara)
- 체시날리(Cesinali)
- 키안케(Chianche)
- 키우사노디산도메니코(Chiusano di San Domenico)
- 콘트라다(Contrada)
- 콘차델라캄파니아(Conza della Campania)
- 도미첼라(Domicella)
- 플루메리(Flumeri)
- 폰타나로사(Fontanarosa)
- 포리노(Forino)
- 프리젠토(Frigento)
- 제수알도(Gesualdo)
- 그레치(Greci)
- 그로타미나르다(Grottaminarda)
- 그로톨렐라(Grottolella)
- 구아르디아롬바르디(Guardia Lombardi)
- 라체도니아(Lacedonia)
- 라피오(Lapio)
- 라우로(Lauro)
- 리오니(Lioni)
- 루오고사노(Luogosano)
- 마노칼차티(Manocalzati)
- 마르차노디놀라(Marzano di Nola)
- 멜리토이르피노(Melito Irpino)
- 메르콜리아노(Mercogliano)
- 미라벨라에클라노(Mirabella Eclano)
- 몬타구토(Montaguto)
- 몬테칼보이르피노(Montecalvo Irpino)
- 몬테팔초네(Montefalcione)
- 몬테포르테이르피노(Monteforte Irpino)
- 몬테프레다네(Montefredane)
- 몬테푸스코(Montefusco)
- 몬텔라(Montella)
- 몬테마라노(Montemarano)
- 몬테밀레토(Montemiletto)
- 몬테베르데(Monteverde)
- 몬토로인페리오레(Montoro Inferiore)
- 몬토로수페리오레(Montoro Superiore)
- 모라데산크티스(Morra De Sanctis)
- 모스키아노(Moschiano)
- 무냐노델카르디날레(Mugnano del Cardinale)
- 누스코(Nusco)
- 오스페달레토달피놀로(Ospedaletto d'Alpinolo)
- 파고델발로디라우로(Pago del Vallo di Lauro)
- 파롤리세(Parolise)
- 파테르노폴리(Paternopoli)
- 페트루로이르피노(Petruro Irpino)
- 피에트라데푸시(Pietradefusi)
- 피에트라스토르니나(Pietrastornina)
- 프라타디프린치파토울트라(Prata di Principato Ultra)
- 프라톨라세라(Pratola Serra)
- 콰드렐레(Quadrelle)
- 퀸디치(Quindici)
- 로카산펠리체(Rocca San Felice)
- 로카바셰라나(Roccabascerana)
- 로톤디(Rotondi)
- 살차이르피나(Salza Irpina)
- 산만고술칼로레(San Mango sul Calore)
- 산마르티노발레카우디나(San Martino Valle Caudina)
- 산미켈레디세리노(San Michele di Serino)
- 산니콜라바로니아(San Nicola Baronia)
- 산포티토울트라(San Potito Ultra)
- 산소시오바로니아(San Sossio Baronia)
- 산탄드레아디콘차(Sant'Andrea di Conza)
- 산탄젤로아스칼라(Sant'Angelo a Scala)
- 산탄젤로알레스카(Sant'Angelo all'Esca)
- 산탄젤로데이롬바르디(Sant'Angelo dei Lombardi)
- 산타루차디세리노(Santa Lucia di Serino)
- 산타파올리나(Santa Paolina)
- 산토스테파노델솔레(Santo Stefano del Sole)
- 사비냐노이르피노(Savignano Irpino)
- 스캄피텔라(Scampitella)
- 세네르키아(Senerchia)
- 세리노(Serino)
- 시리냐노(Sirignano)
- 솔로프라(Solofra)
- 소르보세르피코(Sorbo Serpico)
- 스페로네(Sperone)
- 스투르노(Sturno)
- 숨몬테(Summonte)
- 타우라노(Taurano)
- 타우라시(Taurasi)
- 테오라(Teora)
- 토렐라데이롬바르디(Torella dei Lombardi)
- 토레레노첼레(Torre Le Nocelle)
- 토리오니(Torrioni)
- 트레비코(Trevico)
- 투포(Tufo)
- 발라타(Vallata)
- 발레사카르다(Vallesaccarda)
- 벤티카노(Venticano)
- 빌라마이나(Villamaina)
- 빌라노바델바티스타(Villanova del Battista)
- 볼투라라이르피나(Volturara Irpina)
- 춘골리(Zungoli)

## 미식
대표 생산품으로는 개암(이탈리아 생산량의 3분의 1 차지)과 , 몬텔라의 밤, 알리아니코와 타우라시, 그레코와 피아노, 체리로 만든 유명한 와인, 치즈(몬텔라의 카치오카발로), 바뇰리이르피노의 검은송로버섯이다.

## 같이 보기
- 아벨리노 각막이상증